# Paulão
Paulão (Luanda, África Occidental Portuguesa; 22 de octubre de 1969-Luanda, Angola; 17 de agosto de 2021) fue un futbolista de Angola que jugó en la posición de centrocampista.

## Carrera

### Club
| Periodo   | Club                 |
| --------- | -------------------- |
| 1993-1994 | 1° de Maio           |
| 1994-1995 | Vitória Setúbal      |
| 1995–1997 | SL Benfica           |
| 1997–1998 | Académica de Coimbra |
| 1998–2002 | SC Espinho           |
| 2002      | Petro Atlético       |
| 2003–2004 | ASA                  |

### Selección nacional
Debutó con Angola el 10 de enero de 1993 en el empate 1-1 ante Zimbabue en Luanda por la clasificación de CAF para la Copa Mundial de Fútbol de 1994. Su primer gol internacional lo anotó el 28 de febrero de 1993 en la victoria 1-0 ante Togo en Lomé en la clasificación de CAF para la Copa Mundial de Fútbol de 1994. Su retiro internacional fue el 14 de noviembre de 2001 en la derrota 1-5 ante Portugal en un partido amistoso en Lisboa. Jugó un total de 52 partidos con selección nacional y anotó 19 goles; además de dos ediciones de la Copa Africana de Naciones.
| N.º | Fecha      | Sede                                          | Rival             | Marcador | Resultado | Torneo                                                  |
| --- | ---------- | --------------------------------------------- | ----------------- | -------- | --------- | ------------------------------------------------------- |
| 1   | 28-2-1993  | Stade de Kégué, Lomé, Togo                    | Togo              | 1–0      | 1–0       | Clasificación para la Copa Mundial de Fútbol de 1994    |
| 2   | 22-2-1995  | Botswana National Stadium, Gaborone, Botsuana | Botsuana          | 1–1      | 2–1       | Clasificación para la Copa Africana de Naciones de 1996 |
| 3   | 22-2-1995  | Botswana National Stadium, Gaborone, Botsuana | Botsuana          | 2–1      | 2–1       | Clasificación para la Copa Africana de Naciones de 1996 |
| 4   | 8-4-1995   | Independence, Windhoek, Namibia               | Namibia           | 1–0      | 2–2       | Clasificación para la Copa Africana de Naciones de 1996 |
| 5   | 23-4-1995  | Estádio da Cidadela, Luanda, Angola           | Guinea            | 2–0      | 3–0       | Clasificación para la Copa Africana de Naciones de 1996 |
| 6   | 16-7-1995  | Estádio da Machava, Maputo, Mozambique        | Mozambique        | 1–2      | 1–2       | Clasificación para la Copa Africana de Naciones de 1996 |
| 7   | 30-7-1995  | Estádio da Cidadela, Luanda, Angola           | Botsuana          | 4–0      | 4–0       | Clasificación para la Copa Africana de Naciones de 1996 |
| 8   | 24-1-1996  | Kings Park Stadium, Durban, Sudáfrica         | Camerún           | 2–1      | 3–3       | Copa Africana de Naciones 1996                          |
| 9   | 1-6-1996   | Nakivubo Stadium, Kampala, Uganda             | Uganda            | 2–0      | 2–0       | Clasificación para la Copa Mundial de Fútbol de 1998    |
| 10  | 16-6-1996  | Estádio da Cidadela, Luanda, Angola           | Uganda            | 1–0      | 3–1       | Clasificación para la Copa Mundial de Fútbol de 1998    |
| 11  | 16-6-1996  | Estádio da Cidadela, Luanda, Angola           | Uganda            | 3–1      | 3–1       | Clasificación para la Copa Mundial de Fútbol de 1998    |
| 12  | 6-10-1996  | Accra Sports Stadium, Acra, Ghana             | Ghana             | 1–0      | 1–2       | Clasificación para la Copa Africana de Naciones de 1998 |
| 13  | 10-11-1996 | Estádio da Cidadela, Luanda, Angola           | Zimbabue          | 2–1      | 2–1       | Clasificación para la Copa Mundial de Fútbol de 1998    |
| 14  | 30-3-1997  | Estádio da Machava, Maputo, Mozambique        | Mozambique        | ?–?      | 2–1       | Amistoso                                                |
| 15  | 6-4-1997   | Estádio da Cidadela, Luanda, Angola           | Togo              | 1–1      | 3–1       | Clasificación para la Copa Mundial de Fútbol de 1998    |
| 16  | 23-4-2000  | Estádio da Cidadela, Luanda, Angola           | Suazilandia       | 3–0      | 7–1       | Clasificación para la Copa Mundial de Fútbol de 2002    |
| 17  | 23-4-2000  | Estádio da Cidadela, Luanda, Angola           | Suazilandia       | 5–0      | 7–1       | Clasificación para la Copa Mundial de Fútbol de 2002    |
| 18  | 16-7-2000  | Estádio da Cidadela, Luanda, Angola           | Guinea Ecuatorial | 1–0      | 4–1       | Clasificación para la Copa Africana de Naciones de 2002 |
| 19  | 17-6-2001  | Estádio Municipal do Tafe, Cabinda, Angola    | Burundi           | 1–0      | 2–1       | Clasificación para la Copa Africana de Naciones de 2002 |

## Logros
- Girabola (2): 2003, 2004
- Copa de Portugal (1): 1995/96
- Copa de Angola (1): 2002
- Supercopa de Angola (1): 2004